# Дани Шипова
Дани Шипова је културно-спортска манифестација која се сваке године одржаве у јулу, у општини Шипово.
За време трајања ове манифестације, све до краја јула, одржава се велики број културних, спортских и музичких догађаја, као и такмичења.
- Јањски вишебој — традиционална манифестацијама са спортским такмичењима у малом фудбалу, кошевини, штрапаријади, скоку у даљ, навлачењу конопца, тркама коња и бацању камена са рамена.
- Моторијада — одржава се крајем сваке године крајем јула, а учесници долазе долазе из региона и целе европе. Организатор моторијаде је мото клуб Ашкије
- Дани Пливе — одржавају се крајем јула са следећим спортским такмичењима :

- регата

- бициклистичка трка

- Риболовно мушичарење Златни липљен

- Џипијада на стазама плинине Лисина и кањоном реке Сокочнице

Током манифестације одржавају се и многа друга такмичења, музички концерти, спортске активности на градском стадиону у Шипову, такмичења у спремању хране, изложба народних рукотворина и домаћих производа, као и наступ културно уметничких друштва из Шипова и целе земље.